# Панвар, Арвинд
Арвинд Панвар (англ. Arvind Panwar, род. 9 марта 1990, Мератх, Уттар-Прадеш) — индийский шоссейный велогонщик.

## Карьера
Арвинд Панвар родился в Мератхе в семье фермеров. Он начал заниматься велоспортом в возрасте 16 лет.
В 2013 году стал чемпион Индии в индивидуальной гонке. Год спустя, в 2014, принял участие на чемпионате Азии, где не финишировал в групповой гонке, а в индивидуальной гонке уступил почти 9,5 минут победителю  Дмитрию Груздеву. Также выступил на Играх Содружества, где не финишировал в групповой гонке, а в индивидуальной гонке занял 28-е место, проиграв победителю Алексу Доусетту более чем 10,5 минут. Занял второе место на чемпионате Индии в индивидуальной гонке.
В январе 2016 года снова принял участие в чемпионате Азии, на этот раз финишировав десятым в индивидуальной гонке.  На национальном чемпионате 2015 года который проводился в феврале 2016 года снова победил в индивидуальной гонке, но результаты этого чемпионата не были включены в календарь UCI. Так же в феврале завоевал две золотые медали на Южноазиатских играх в индийском Гувахати в командной и индивидуальной гонках. В октябре вместе со своим соотечественником Навином Джоном стали первыми в истории индийскими велогонщиками, которые приняли участие в чемпионате мира. В индивидуальной гонке он занял 61-е место из 66 финишировавших участников, отстав от победителя Тони Мартина на 13,5 минут.
С 2017 по 2019 год трижды отметился на подиуме чемпионата Индии в индивидуальной гонке — один раз выиграл и дважды был вторым.
На Южноазиатских играх 2019 года занял второе место в индивидуальной гонке.

## Достижения
2008
2-й на Чемпионат Индии — групповая гонка U19
2-й на Чемпионат Индии — индивидуальная гонка U19
2011
3-й на Чемпионат Индии — индивидуальная гонка
2012
 Чемпион Индии — групповая гонка
2013
 Чемпион Индии — индивидуальная гонка
2014
2-й на Чемпионат Индии — индивидуальная гонка
2016
 Южноазиатские игры — индивидуальная гонка
 Южноазиатские игры — командная гонка
 Чемпион Индии — индивидуальная гонка
3-й на Чемпионат Индии — групповая гонка
2017
2-й на Чемпионат Индии — индивидуальная гонка
2018
 Чемпион Индии — индивидуальная гонка
2019
2-й на Чемпионат Индии — индивидуальная гонка
 Южноазиатские игры — индивидуальная гонка

## Рейтинги
| Год                 | 2014  | 2015 | 2016   | 2017   | 2018   | 2019   | 2020 | 2021 | 2022   | 2023   |
| ------------------- | ----- | ---- | ------ | ------ | ------ | ------ | ---- | ---- | ------ | ------ |
| Мировой рейтинг UCI |       |      | 2260-й | 2242-й | 3044-й | 1799-й | -    | -    | 1970-й | 2716-й |
| Азиатский тур UCI   | 413-й | -    | 442-й  | 402-й  | 742-й  | 152-й  | -    | -    | 195-й  | -      |
|                     |       |      |        |        |        |        |      |      |        |        |
| Источник: UCI       |       |      |        |        |        |        |      |      |        |        |